# Губернська вулиця (Новгород-Сіверський)
Губернська вулиця — вулиця міста Новгород-Сіверський Чернігівської області. Пролягає від площі Князя Чорного (Леніна) до вулиці Майстренка.
Примикають вулиці Свободи, Воздвиженська, Гімназична.

## Історія
У будинку № 29 проходили засідання Новгород-Сіверської ради робітників, солдатських та селянських депутатів, 5 січня 1918 року проголошено радянську владу в Новгород-Сіверському повіті.
В 1918 році Губернська вулиця була перейменована на вулицю Карла Маркса — на честь німецького філософа Карла Маркса.
З 1938 року в будинку № 29 розміщується Новгород-Сіверське медичне училище, засноване 1936 року як дворічна школа акушерок і медсестер. У 1988/1989 навчальному році на 2 відділеннях (медсестер та фельдшерському) навчалося 445 учнів, працювало 63 викладачі.
За часів незалежності України вулиці було повернено історичну назву Губернська.

## Забудова
Вулиця пролягає у південно-східному напрямку. Парна та непарна сторони вулиці зайняті садибною та малоповерховою житловою забудовою, установами обслуговування. На вулиці розташовані пам'ятники архітектури Тріумфальна арка, Будинок земської управи (будинок № 2/1), Будинок купця Ф. Г. Медведєва (будинок № 10).
Установи:
1. будинок № 10 — Новгород-Сіверська районна дитяча бібліотека
2. будинок № 15А — Новгород-Сіверське лісове господарство
3. будинок № 24 — Новгород-Сіверське податкова інспекція
4. будинок № 29 — Новгород-Сіверське медичне училище
5. будинок № 38 — Новгород-Сіверський державний ліцей імені К. Д. Ушинського
6. будинок № 51 — Новгород-Сіверський районний центр зайнятості

|                              |                        |                               |                                                        |
| Будинок готелю «Центральний» | Будинок готелю «Савой» | Будинок купця Ф. р. Медведєва | Будинок чоловічої гімназії, Пам'ятник К. Д. Ушинському |

Пам'ятки архітектури, історії чи монументального мистецтва:
1. будинок № 2/1 — Будинок земської управи — архітектури місцевого значення
2. будинок № 3 — Будинок готелю «Центральний» — історії знову виявлений
3. будинок № 6 — Будинок готелю «Савой» — історії знову виявлений
4. будинок № 10 — Будинок купця Ф. Г. Медведєва — архітектури знову виявлений
5. між будинками № 32 та 34 — Тріумфальна арка — архітектури національного значення
6. будинок № 29 — Будинок присутніх місць — історії місцевого значення
7. будинок № 38 — Будинок чоловічої гімназії — історії місцевого значення
8. біля будинку № 38 — Пам'ятник К. Д. Ушинському монументального мистецтва місцевого значення